# Павло-Миколаївка
Па́вло-Микола́ївка — село в Україні, в Аджамській сільській громаді Кропивницького району Кіровоградської області. Населення становить 2 осіб. Орган місцевого самоврядування — Аджамська сільська рада.

## Географія
На південній околиці села Балка Глиняна впадає у річку Аджамку.

## Населення
Згідно з переписом УРСР 1989 року чисельність наявного населення села становила 7 осіб, з яких 2 чоловіки та 5 жінок.
За переписом населення України 2001 року в селі мешкали 2 особи. 100 % населення вказало своєю рідною мовою українську мову.